# Michel (Adelsgeschlecht)
Michel ist der Name eines oberbayerischen Adelsgeschlechts. Der ursprünglich aus Mannheim stammenden Kaufmannsfamilie gelang im 19. Jahrhundert der wirtschaftliche und gesellschaftliche Aufstieg. Anfang des 20. Jahrhunderts wurden die Linien Michel-Raulino und Michel von Tüßling in den bayerischen Adels- und Freiherrenstand erhoben.

## Geschichte

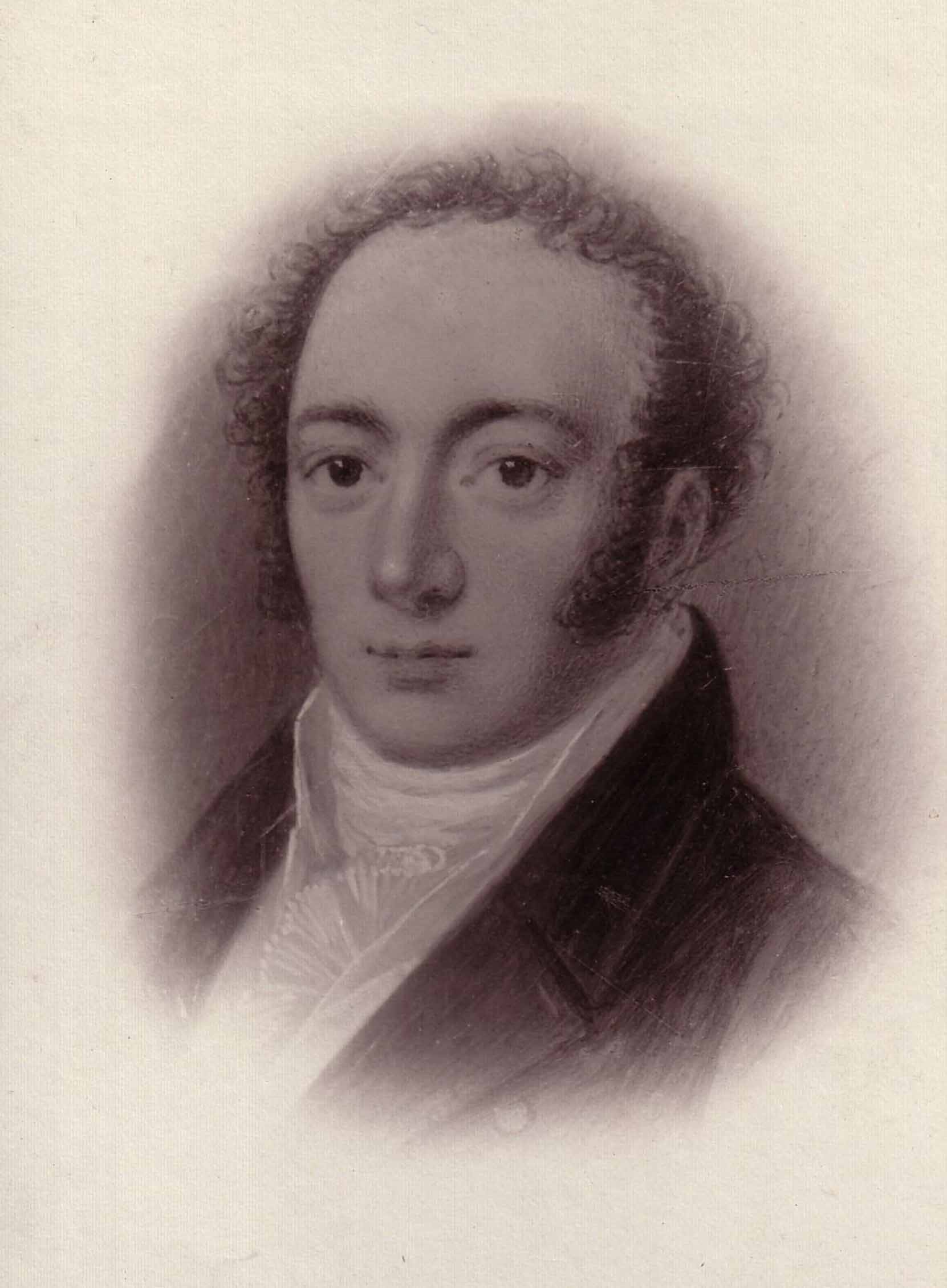
Abraham Friedrich Michel
(1791–1842)

Die urkundlich gesicherte, bürgerliche Stammreihe beginnt mit Hans Peter Michel (1642–1688), Bürger und Fischer in Sandhofen bei Mannheim. Die davor liegenden Ursprünge der Familie sind ungewiss.
Seine Nachfahren waren als Kaufleute in Mannheim tätig, bis sich der Wein- und Pferdehändler Johann Balthasar Michel als erster Protestant das Bürgerrecht in München erstritt. Sein Sohn, der Bamberger Kaufmann Abraham Friedrich Michel (1791–1842) verheiratete sich 1821 mit Maria Katharina Raulino (1801–1858).
1905 kaufte Alfred Michel (1870–1957) das oberbayerische Schloss Tüßling, sein Bruder Karl Michel (1866–1935) erwarb 1907 in München das Grundstück in der Königinstraße 17, und ließ dort eine Villa in neoklassizistischem Baustil errichten.

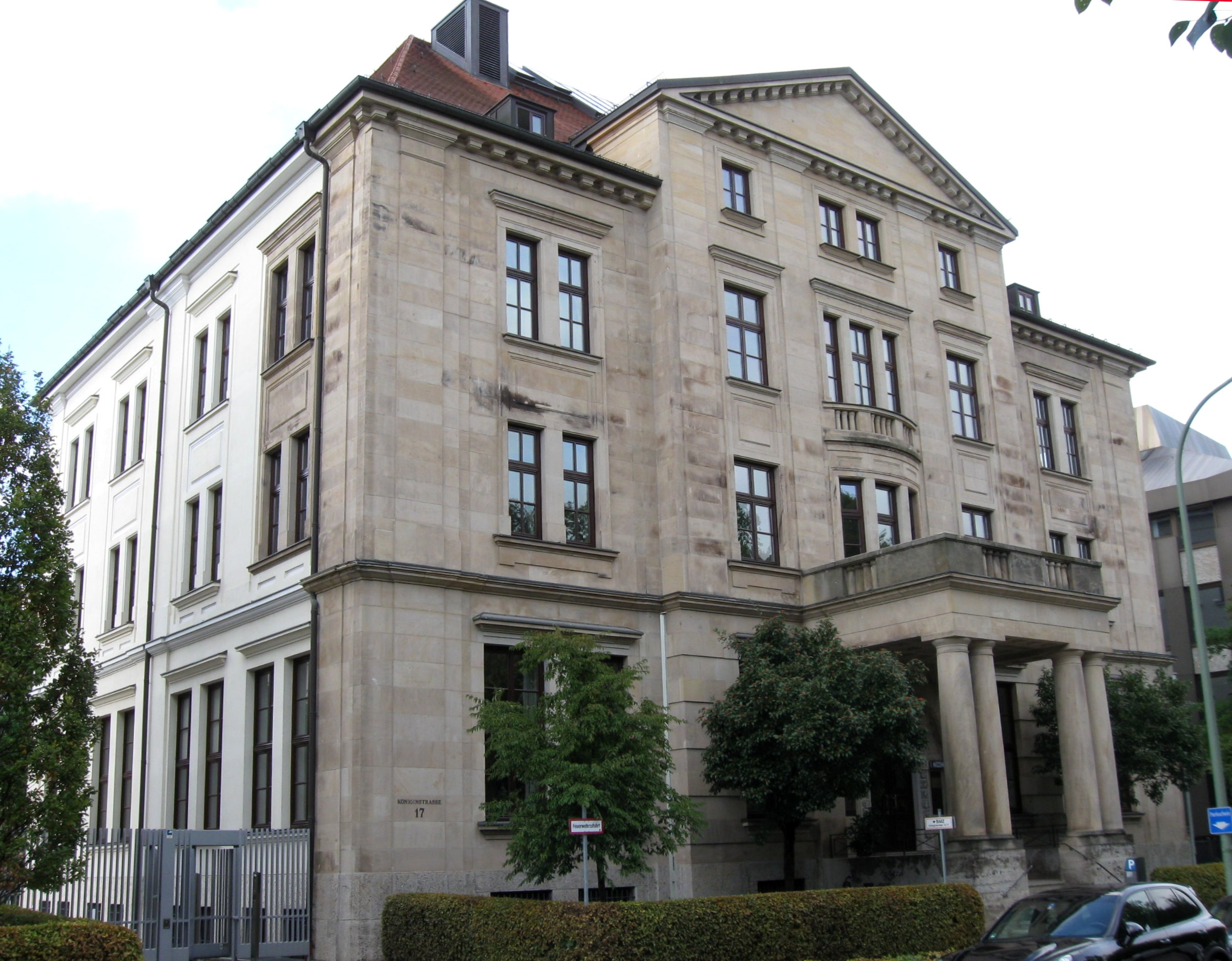
Königinstr. 17, München, von Franz Deininger; Errichtung: 1907–1909

Die Linien Michel-Raulino beginnen mit den Brüdern Richard Freiherr von Michel-Raulino (1864–1926) und Karl Freiherr von Michel-Raulino (1866–1935), die in den bayerischen Freiherrenstand als „von Michel-Raulino“ am 17. Januar 1913 (immatrikuliert 9. März 1913) gehoben wurden. Diese Linien sind im Mannesstamm erloschen. Die Linie Michel von Tüßling beginnt mit Alfred Freiherr Michel von Tüßling (1870–1957), der in den bayerischen Adels- und Freiherrenstand als „Michel von Tüßling“ am 21. Dezember 1905 (immatrikuliert 11. Januar 1906) gehoben wurde. Diese Linie blüht im Mannesstamm noch heute.

## Wappen

### Michel-Raulino
In Blau auf grünem Dreiberg ein wachsender geharnischter Fechtarm, in der Faust einen stoßbereiten gold-berifften silbernen Dolch haltend; auf dem Helm mit blau-silbernen Decken der Arm.

### Michel von Tüßling
In Blau ein schwebender weiblicher rechter Arm, bekleidet mit einem weißen, mit silbernen Litzen besetzten Puffärmel, mit den Fingern einen goldenen Ring mit rotem Stein emporhaltend; auf dem Helm mit blau-silbernen Decken 2 wachsende Arme wie das Schildbild, den Ring haltend.

## Stammliste

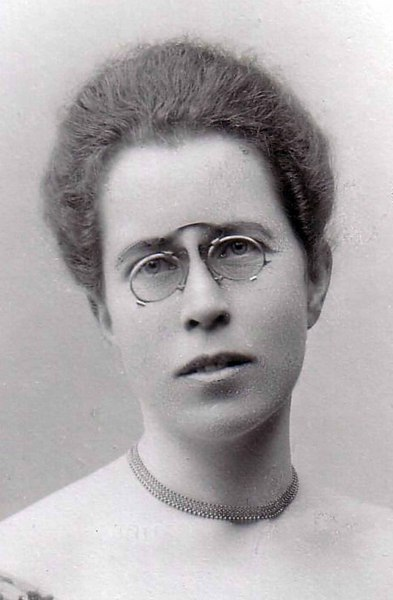
Lillie Michel-Raulino (1868–1944)

1. Johann Christoph (1731–1800) ⚭ Catharina Barbara Hoffmann (1731–1782)
  1. Abraham (1753)
  2. Sophia Elisabeth (1754–1758)
  3. Johann Balthasar (1755–1818) ⚭ Anna Elisabeth Back (1761–1800)
    1. Anna Catharina (1780–1783)
    2. Sophie Elisabeth (1783–1830) ⚭ Ernst Philipp Fries (1772–1829)
    3. Johann Christoph (1785–1820) ⚭ Carolina Heddaeus (...-...)
      1. Sophie (1820–1905)
      2. Ferdinand (1821-...)

    4. Karl Ludwig (1787–1792)
    5. Abraham Friedrich (1788–1790)
    6. Johann Wilhelm (1789–1826)
    7. Abraham Friedrich (1791–1842) ⚭ Maria Katharina Raulino (1801–1858)
      1. Dorothea Maria (1822–1828)
      2. Johann Peter (1825–1849)
      3. Ernst Philipp Ludwig (1826–1826)
      4. Sophie Magdalena (1828–1858) ⚭ Ludwig Jegel (1822–1884)
      5. Josef Karl (1829–1902) ⚭ Marie Schuster (1835–1899)
        1. Richard Freiherr von Michel-Raulino (1864–1926) ⚭ Lillie Prier de Saone (1868–1944)
          1. Lilly (1892–1973) ⚭ I. Otto Stromeyer (1881–1943), II. Willy Messerschmitt (1898–1978)
          2. Marie (1893–1978) ⚭ I. Robert Renz (1890-...), II. Karl Freiherr von Thüngen (1893–1944)
          3. Richard (1894–1960) ⚭ I. Josephine Zimmermann (1903–1951), II. Eva Charlotte Kloß (1902-...), III. Erica Gadzikowski (1906-...), IV. Gertrud Jacob (1894–1976)
            1. Monica (1939) ⚭ Günther Arthur Koryciak (1940–2011)
            2. Gabriele (1941) ⚭ Jens-Peter Weigelt (1934)

          4. Alfred (1904–1931) ⚭ Marion von Buchwaldt (1910-...)

        2. Karl Freiherr v. Michel-Raulino (1866–1935) ⚭ Caissa Anna Douglas (1874–1949)
          1. Elisabeth (1901-...) ⚭ Manfred Stromeyer (1888–1983)

        3. Sophie (1868) ⚭ Rudolf Freiherr von Guttenberg (1874–1921)
        4. Alfred Freiherr Michel von Tüßling (1870–1957) ⚭ Hertha Gräfin Wolffskeel von Reichenberg (1877–1948)
          1. Freda (1905–1936) ⚭ Henning von Nordeck (1895–1978)
          2. Karl (1907–1991) ⚭ I. Elisabeth von Stumm (1918–1996), II. Ulrike Barth (1925–1999)
            1. Friedrich Karl (1943) ⚭ I. Felicitas Gräfin zu Solms-Baruth (1952), II. Felicitas Vischer (1959)
              1. Nadine (1970)
              2. Benedikt (1976)
              3. Friedrich (1995)
              4. Alexandra (1995)

            2. Stephanie (1961) ⚭ I. Benedikt Graf Batthyány (1960), II. Bernd-Harald Bagusat (1943), III. Christian Graf Bruges-von Pfuel (1942)
            3. Ulrike (1962) ⚭ Eckbert von Bohlen und Halbach (1956)

  4. Sophie Elisabeth (1758–1811) ⚭ Johann Martin Stöß (1748–1814)
  5. Abraham (1760–1816) ⚭ Christine Henriette Ackermann (1771–1820)
    1. Luisa Catharina (1794–1869) ⚭ Friedrich Lauer (1793–1873)
    2. Johanna Magdalena (1802–1808)

## Bekannte Familienmitglieder
- Johann Balthasar Michel (1755–1818), war ein Wein- und Pferdehändler. Er erhielt am 30. Juli 1801 als erster Protestant das Bürgerrecht der Stadt München.
- Richard von Michel-Raulino (1864–1926), Mitglied der DNVP sowie von 1902 bis 1926 der Herausgeber und Eigentümer des Bamberger Tagblatts. Als engagiertes DNVP-Mitglied, war die Zeitung dementsprechend national-konservativ unter ihm ausgerichtet. Nach seinem Tod 1926 verblieb die Zeitung im Besitz der Familie und behielt ihre politische Orientierung bis zur Einstellung 1934 bei.[5]
- Alfred Freiherr Michel von Tüßling (1870–1957), geb. Alfred Michel, wurde am 21. Dezember 1905 (immatrikuliert 11. Januar 1906) in den bayerischen Adels- und Freiherrenstand als „Michel von Tüßling“ gehoben, erwarb 1905 das oberbayerische Schloss Tüßling, seit 1991 im Besitz seiner Enkeltochter Stephanie (* 1961), Vater des Karl Freiherr Michel von Tüßling (1907–1991)[6][7]
- Karl Freiherr Michel von Tüßling (1907–1991), diente als SS-Offizier (SS-Sturmbannführer). Von 1936 an war er der persönliche Adjutant des Reichsleiters der NSDAP, Chefs der Kanzlei des Führers und SS-Obergruppenführers Philipp Bouhler.
- Stephanie von Pfuel (* 1961, Tochter von Karl Freiherr Michel von Tüßling), ehemalige Kommunalpolitikerin, Ehrenbotschafterin der SOS-Kinderdörfer und Besitzerin von Schloss Tüßling, Ehe mit Christian Graf Bruges von Pfuel (* 1942), seit 2006 geschieden[8]

## Trivia
- Von 1820 bis 1957 bestand in Bamberg die Tabakfabrik Johann Peter Raulino & Company, die ab 1949 als Raulino GmbH firmierte.[9][10]
- Willy Messerschmitt übernahm 1928 zusammen mit einer Finanzgruppe um den Freiherrn von Michel-Raulino die Bayerischen Flugzeugwerke.
- Im oberbayerischen Tüßling gab es die Schlossbrauerei Dr. Alfred Freiherr Michel von Tüßling, ab 1957 Freiherrlich von Michel'sche Brauerei Schloss Tüßling.[11]
- In Tüßling ist die Baron-Michel-Straße nach dem Geschlecht benannt.
- In Bamberg ist die Michel-Raulino-Straße nach einer Linie des Geschlechts benannt.